# Amantia

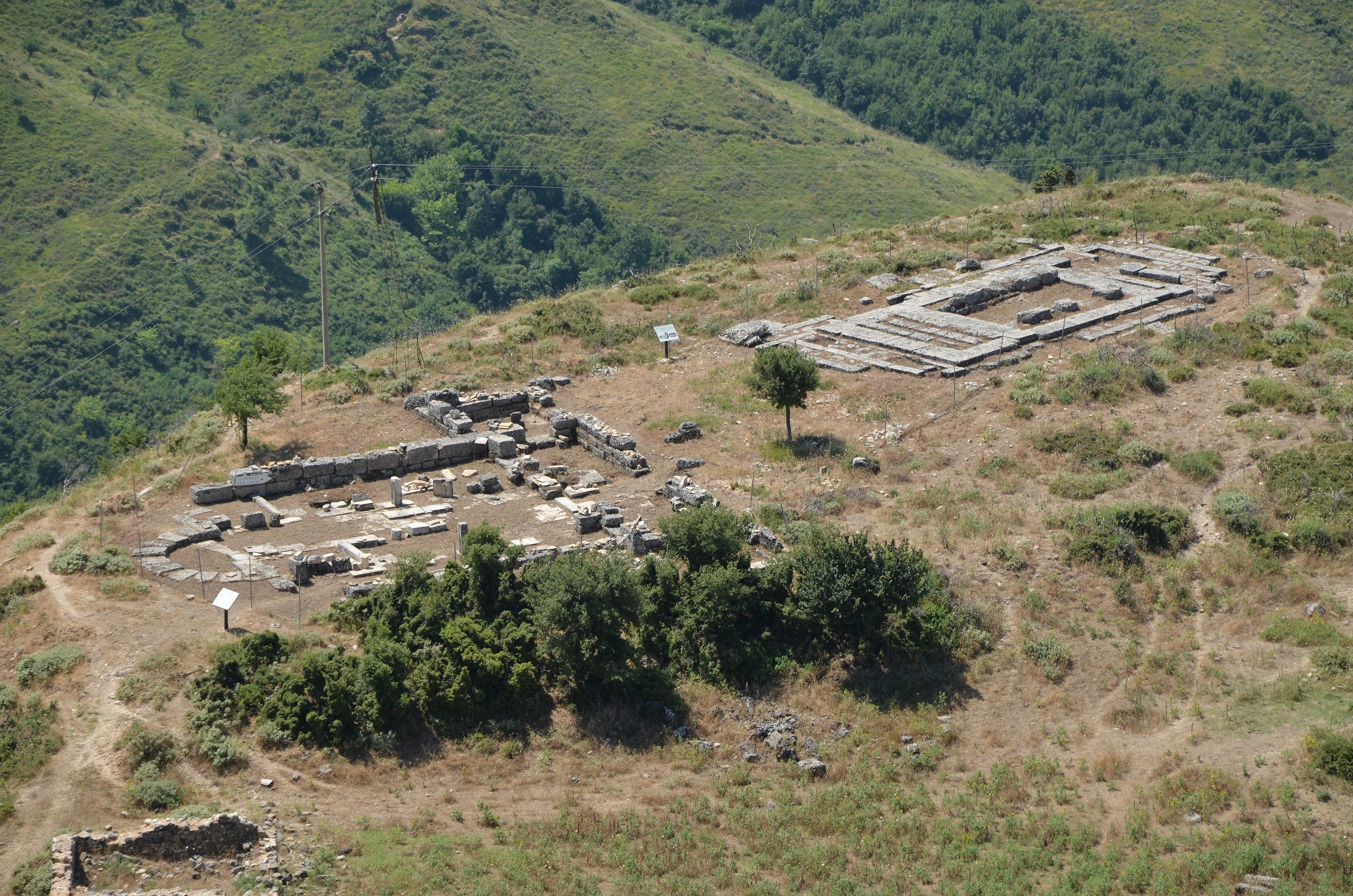
Ruiny starożytnego miasta Amantia

Amantia (łac. Diocesis Amantianus) – stolica historycznej diecezji w Epirze, tzw. Epir Nowy, istniejąca na przełomie IV i V wieku. Sufragania diecezji Durrës. Współcześnie miasto Ploçë w środkowej Albanii. Obecnie katolickie biskupstwo tytularne.

## Biskupi tytularni
| Lp. | Biskup              | Funkcja                                       | Od                   | Do                |
| --- | ------------------- | --------------------------------------------- | -------------------- | ----------------- |
| 1   | Edward Cassidy      | nuncjusz apostolski urzędnik Kurii Rzymskiej  | 27 października 1970 | 28 czerwca 1991   |
| 2   | Johannes Liku Ada’  | biskup pomocniczy Ujung Pandang (Indonezja)   | 11 października 1991 | 11 listopada 1994 |
| 3   | Gyula Márfi         | biskup pomocniczy Eger (Węgry)                | 11 listopada 1995    | 14 sierpnia 1997  |
| 4   | Daniel Jenky        | biskup pomocniczy Fort Wayne-South Bend (USA) | 21 października 1997 | 12 lutego 2002    |
| 5   | Paul Tschang In-Nam | nuncjusz apostolski                           | 19 października 2002 |                   |